# Roger Moeremans d'Emaüs
Roger Moeremans d'Emaüs (n. 12 iunie 1890, Dilbeek⁠(d), Arrondissement Halle-Vilvoorde⁠(d), Flandra, Belgia – d. 19 martie 1975, Namur, Valonia, Belgia) a fost un sportiv ce a reprezentat Belgia, medaliat olimpic. A participat la o ediție a Jocurilor Olimpice (1920) în care a câștigat o medalie de bronz.